# 사회인지이론
심리학, 교육 및 의사소통에 사용되는 사회 인지 이론 ( SCT )은 개인의 지식 습득 의 일부가 사회적 상호 작용, 경험 및 외부 미디어 영향의 맥락에서 다른 사람을 관찰하는 것과 직접적으로 관련될 수 있다고 주장한다. 이 이론은 Albert Bandura 가 사회 학습 이론을 확장하여 발전시켰으며 이론에 따르면 사람들은 행동을 수행하는 모델과 그 행동의 결과를 관찰할 때 사건의 순서를 기억하고 이 정보를 사용하여 후속 행동을 안내한다고 주장한다. 특히 모델을 관찰하면 시청자가 이미 배운 행동에 참여하도록 유도할 수도 있으며 사람들이 자신의 행동과 행동의 결과에 대해 보상을 받거나 처벌을 받는지에 따라 관찰자는 모델링된 행동을 재현하도록 선택할 수 있다. 특히 미디어는 다양한 환경 설정에 있는 광범위한 사람들에게 모델을 제공한다.

## 역사
사회 인지 이론의 기초는 Edwin B. Holt 와 Harold Chapman Brown의 1931년 저작 Animal Drive and the Learning Process에서 비롯되었으며 급진적인 경험주의에 대한 에세이였다. 이 책은 모든 동물의 행동은 '감정, 정서, 욕망'이라는 심리적 욕구 충족을 기반으로 한다고 이론화한다. 이 이론의 가장 주목할만한 구성 요소는 사람이 모방되기 전에는 모방하는 방법을 배울 수 없다는 것이다.
1941년에 Neal E. Miller 와 John Dollard 는 Holt의 사회 학습 및 모방 이론을 개정한 책을 발표했다. 그들은 학습에 기여하는 네 가지 요소, 즉 추진력, 단서, 반응, 보상을 주장했는데 그 중 하나는 사회적 동기이다. 여기에는 모방성, 즉 언제 어디서 행동을 수행할지에 대한 적절한 단서에 행동을 일치시키는 과정이 포함된다. 모델이 긍정적인 반응 결과를 받았는지 아니면 부정적인 반응 결과를 받았는지에 따라 행동이 모방되며 Miller와 Dollard는 특정 행동을 배우려는 동기가 있다면 그 특정 행동은 명확한 관찰을 통해 학습될 것이라고 주장했다. 이러한 관찰된 행동을 모방함으로써 개별 관찰자는 학습된 행동을 확고히 하고 특정 행동에 대한 긍정적인 결과인 긍정적인 강화로 보상을 받게 된다.
Albert Bandura에 따르면, 그때까지 널리 연구된 행동주의 주제에는 특정한 불일치가 있었다. 그는 이것을 더 자세히 탐구하기 위해 Miller와 Dollard가 수행한 작업에서 영감을 받았는데, Bandura는 그의 학생 및 동료들과 함께 1961년과 1963년에 보보 인형 실험으로 알려진 연구를 수행하여 아이들이 공격적인 행동을 보이는 이유와 시기를 알아냈다. 이러한 연구는 새로운 행동을 획득하기 위한 모델링의 가치를 입증했다. 이러한 연구는 Bandura가 1977년에 행동이 어떻게 획득되는지에 대한 아이디어를 확장한 그의 중요한 기사와 책을 출판하는 데 도움이 되었고, 따라서 Miller와 Dollard의 연구를 더 탐구했다. Bandura의 1977년 기사에서 그는 사회 학습 이론이 개인의 인지된 자기 효능과 행동 변화 사이의 직접적인 상관 관계를 보여준다고 주장했으며 여기서의 자기 효능감은 "수행 성취, 대리 경험, 언어적 설득, 생리적 상태"라는 네 가지 요인에서 비롯된다.
1986년에 Bandura는 세 개의 원인과 모델을 도입한 그의 두 번째 책인 사고와 행동의 사회 기반: 사회 인지 이론을 출판했다. Bandura는 행동을 인코딩하고 수행하는 데 있어서 인지의 주요 역할을 강조하기 위해 이름을 사회 인지 이론이라고 정의내렸으며 이 책에서 Bandura는 인간의 행동은 개인적, 행동적, 환경적 영향에 의해 발생한다고 주장한다.
2001년 Bandura는 자신의 저널 기사에서 SCT를 대중 커뮤니케이션에 도입하여 "상징적 의사소통이 인간의 사고, 감정 및 행동에 어떻게 영향을 미치는지" 분석하는 데 이론이 사용될 수 있다고 명시했다. 이 이론은 행동의 획득과 채택을 지배하는 심리사회적 요인을 통해 새로운 행동이 사회 전체에 어떻게 확산되는지를 보여준다.
2011년에 Bandura는 개인의 삶의 평등 개선을 목표로 거시적 사회 렌즈를 통해 글로벌 문제를 해결하는 데 대한 통찰력을 제공하는 건강 증진 및 긴급 글로벌 문제에 SCT의 적용을 확장하기 위해 사회 인지 이론의 사회 및 정책 영향이라는 책 장을 출판했다.
2016년에 출판된 Bandura는 마지막 책인 Moral disengagement: How people do harm and live with yourself를 출판했다. 이 책에서 그는 SCT를 사용하여 사람들이 자신이 초래하는 피해로부터 어떻게 벗어나는지 살펴보았으며 사람들은 스스로 가치 있다고 생각하는 원인을 사용함으로써 그들의 부정적인 행동을 정당화한다고 밝혔다.
SCT는 심리학, 교육, 대중 커뮤니케이션, 의료 등 다양한 연구 분야에 적용되었다.
코로나19 팬데믹은 세계 보건과 관련하여 많은 사람들에게 도전을 가져왔고, 사회 인지 이론을 통해 인간 행동과 사회적 반응에 대한 재검토를 촉발했다. 특히 팬데믹은 사람들의 행동 방식을 포함하여 사회의 다양한 측면을 변화시켰는데, 여기서 사회 인지 이론을 적용한 연구는 이러한 행동의 차이를 설명하는 데 도움이 될 수 있으며 준수를 촉진하기 위한 효과적인 행동 변화 개입의 개발을 알리기도 하였다.

## 현재 상태
사회 인지 이론은 심리학에서 시작되었지만 2013년 11월 비공식 Google Scholar 검색에 따르면 SCT에 게시된 기사 중 순수 심리학 분야에 관한 기사는 2%에 불과하다, 그 중에서도 기사의 약 20%는 교육 기사이고 16%는 비즈니스 기사이다. 특히 SCT를 사용하는 출판물의 대부분(56%)은 응용 건강 심리학 분야에서 나온 것인데 현재 건강 심리학 연구의 대부분은 이론을 확장하는 것이 아니라 행동 변화 캠페인에서 SCT를 테스트하는 데 중점을 두고 있다. 캠페인 주제에는 과일 및 야채 섭취 증가, 신체 활동 증가, HIV 교육 및 모유 수유가 포함된다.
1925년에 태어난 Bandura는 SCT의 확장을 통해 세계에 영향을 미치며 평생을 보냈다. 2011년 5월에 출판된 그의 최근 연구는 SCT가 기후 변화와 관련하여 건강 및 인구 분야에 어떻게 영향을 미치는지에 초점을 맞추고 있다. 그는 원하는 행동을 수행하는 시청자와 유사한 모델을 보여주는 텔레비전 연속 드라마를 통해 이러한 문제가 해결될 수 있다고 제안하는데 건강에 관해 Bandura는 현재 의사들이 건강한 행동에 대한 처방전을 작성하는 데 대한 인센티브가 거의 없지만 건강 문제를 해결하는 데 드는 비용이 건강해지는 것의 이점보다 더 커지기 시작한다고 믿고 있다. 특히, Bandura는 우리가 질병 모델(문제가 있는 사람에 초점)에서 건강 모델(건강한 사람에 초점)로 전환하는 단계에 있으며 SCT는 건강한 사회를 발전시키기 위해 사용해야 하는 이론이라고 주장한다. 또한 인구에 관해 Bandura는 인구 증가가 지구 자원의 고갈 및 악화와 연관되어 있기 때문에 세계적인 위기라고 말하며 Bandura는 SCT를 사용하여 피임법 사용을 늘리고, 교육을 통해 성 불평등을 줄이고, 지구의 상태를 개선하기 위한 환경 보존 모델을 제시해야 한다고 주장한다.

## 개요
Albert Bandura가 개발한 사회 인지 이론은 성장한 환경이 행동에 영향을 미치며 개인(따라서 인지)도 마찬가지로 중요하다는 가정에 기초한 학습 이론이다. 사람들은 환경, 행동, 인지가 상호 삼위일체 관계의 발달에 영향을 미치는 주요 요인으로 작용하면서 다른 사람을 관찰함으로써 학습하며 목격된 각 행동은 사람의 사고 방식(인지)을 바꿀 수 있다. 마찬가지로, 자란 환경은 나중에 행동에 영향을 미칠 수 있다. 예를 들어, 보호자의 사고방식(또는 인지)에 따라 자녀가 양육되는 환경이 결정되는 것처럼 말이다.

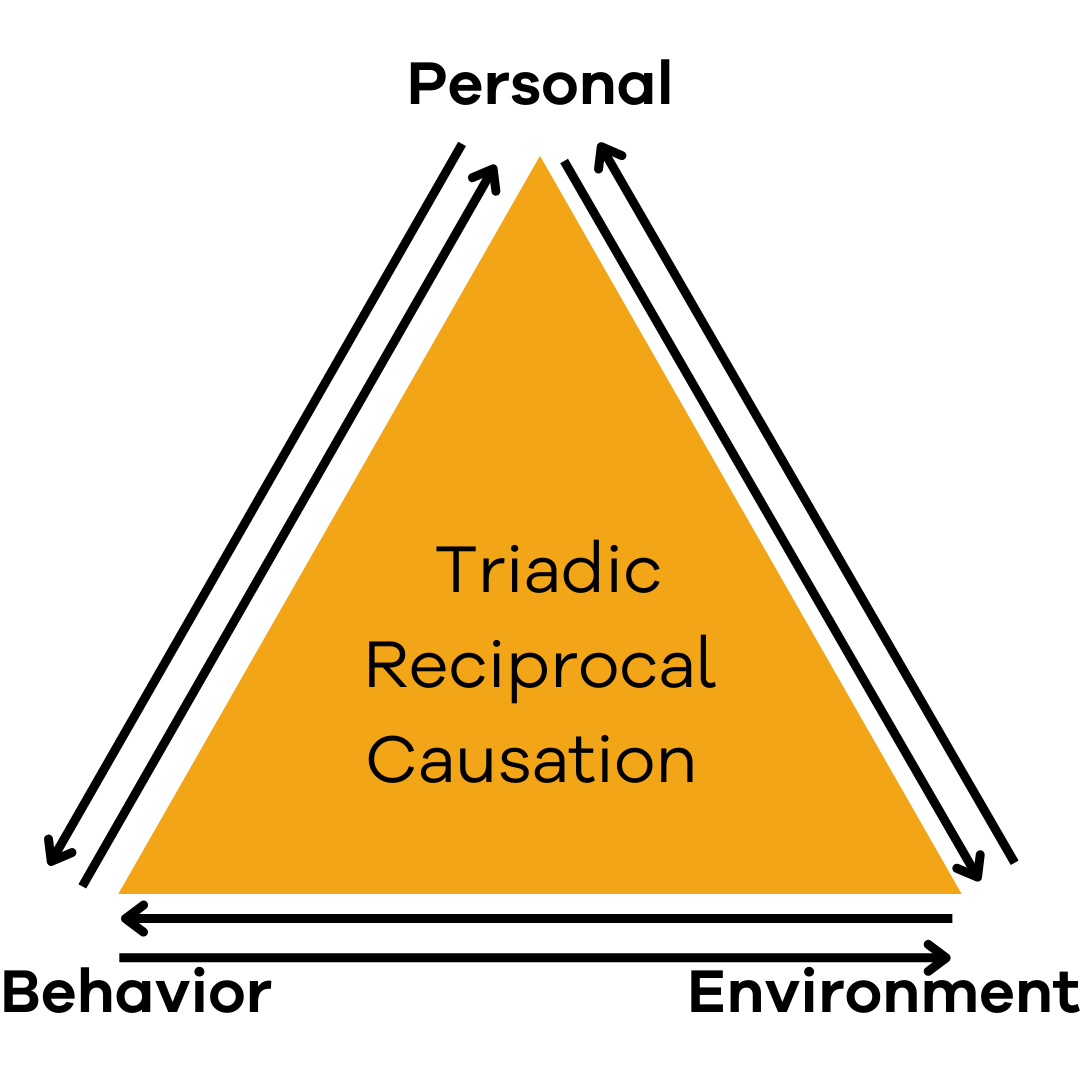
삼원 인과 모델

이 이론의 핵심 개념은 Bandura가 세 개의 극에 위치한 상호 인과관계의 도식화를 통해 설명한다. 이 모델에 따르면 학습은 직접적인 노출과 관찰 학습을 통해 발생하며 인간은 환경의 산물일 뿐만 아니라 자신의 환경을 생산할 수 있는 힘도 가지고 있다. 따라서 행동, 환경, 개인 사이에는 상호 작용이 있다는 결론이 나온다. 특히 이 스키마는 학습자가 행동을 올바르게 완료할 수 있는 자신의 개인적 능력을 믿게 함으로써 관찰된 행동의 재현이 어떻게 영향을 받는지 보여준다.
1. 행동: 개인이 행동을 수행한 후 받는 반응(예: 행동을 올바르게 수행한 결과 학습자가 성공적인 학습을 경험할 수 있는 기회 제공).
2. 환경: 개인의 행동을 성공적으로 완료하는 능력에 영향을 미치는 환경 또는 환경의 측면(즉, 적절한 지원과 자료를 제공하여 향상된 자기 효능감에 도움이 되는 환경 조건을 만듦).[22]
3. 개인적: 신념, 태도, 자기효능감 등 개인의 행동에 영향을 미치는 개인의 내부 요인[10]

행동의 변화 없이 학습이 이루어질 수 있다는 점을 기억하는 것이 중요하다. JE Ormrod의 사회적 학습에 대한 일반 원칙에 따르면 행동의 눈에 띄는 변화는 학습의 가장 일반적인 증거이지만 반드시 필요한 것은 아니다. 또한 사회 학습 이론가들은 사람들이 관찰을 통해서만 학습할 수 있기 때문에 학습이 반드시 성과로 나타나는 것은 아닐 수도 있다고 믿는다. 이들은 서로 상호 의존적이며 그 영향은 개인 또는 집단의 심리적 행동과 직접적으로 연결될 수 있다. Alex Stajkovic과 Fred Luthans에 따르면 동기 부여된 행동에 대해 하나, 둘 또는 세 가지 상호 작용 요인이 미치는 상대적 영향력은 다양한 활동, 개인 및 상황에 따라 달라질 수 있다는 점을 인식하는 것이 매우 중요하다.

## 이론적 기초

### 인간의 대리인
사회인지 이론은 행위자적 관점에서 제안되는데, 이는 개인이 환경이나 내면의 힘에 의해서만 형성되는 것이 아니라 자기 발전, 자기 조절, 자기 성찰 및 능동적이라는 점을 시사한다. 구체적으로 아래와 같은 세 가지 모드로 작동한다.
- 개별 기관(Individual Agency): 개인이 환경에 미치는 영향.
- 대리대리 : 개인의 이익을 확보하기 위한 타인의 노력
- 단체기관(Collective Agency): 공동의 이익을 달성하기 위해 함께 일하는 사람들의 집단.

인간 주체에는 아래의 네 가지 핵심 속성이 있다.
- 의도성: 특정 활동 참여에 대한 개인의 적극적인 결정.
- 사전 고려: 특정 행동의 결과를 예측하는 개인의 능력.
- 자기 반응성: 적절한 행동을 구성하고 규제하는 개인의 능력;
- 자기성찰성(Self-reflectiveness): 개인이 자신의 인지와 행동의 건전성을 반영하고 평가하는 능력.

### 인간의 능력
시간이 지남에 따라 진화하면서 인간은 개인이 직접적이고 상징적인 용어를 통해 지식과 기술을 습득할 수 있는 고급 신경 시스템을 갖추게 되었다. 이는 사회 인지 이론의 중요한 기초로 네 가지 주요 가망성, 즉 상징적 가망성, 자기 조절 능력, 자기 성찰 능력, 대리 능력이 다뤄진다.
1. 상징화 능력: 언어, 이미지, 소리와 같은 상징은 의미를 전달하고 사람들 간의 공유된 이해를 창출하는 데 사용된다. 상징화 능력은 사람들이 전달된 메시지를 이해하고 해석하는 데 도움이 되는데[10] 사람들은 직접적인 경험뿐만 아니라 간접적인 사건에도 영향을 받기도 한다. 특히, 인간은 힘든 시행착오 과정을 통해 단순히 학습하는 것이 아니라 메시지에 전달된 사건을 상징적으로 인식하고 가능한 해결책을 구성하며 예상되는 결과를 평가할 수 있다. 또한 기호는 다른 사람과의 의사소통 수단으로 사용되며 본질적으로 상징화 능력은 환경에서 이루어진 관찰을 기반으로 학습 및 행동 모델링을 촉진하며, 이는 개인의 행동을 안내하는 데 사용될 수 있다.[10]
2. 자체 규제 기능: 이 기능은 전달된 정보와 메시지를 평가하고 어떤 메시지를 수락할지 거부할지 결정하는 데 사용된다.[10] 개인은 자신의 의도와 행동을 스스로 조절할 수 있다. 자율 규제는 불일치 감소 및 불일치 생성과 관련된 부정적인 피드백 시스템과 긍정적인 피드백 시스템 모두에 있다고 말한다.[10] 즉, 개인은 도전적인 목표를 설정하고 이를 달성하기 위해 노력함으로써 자신의 행동에 적극적으로 동기를 부여하고 지도하는 것인데 그렇게 함으로써 개인은 기술, 자원, 자기효능감 등을 얻게 된다.
3. 자기 성찰 능력: 이 능력을 통해 사람들은 대중 커뮤니케이션을 통해 받은 메시지에 반응하여 자신의 생각, 감정, 행동을 성찰할 수 있다. 이를 통해 사람들은 내부 표준 및 목표와 비교하여 이를 평가하고 개선이 필요한 영역을 식별할 수 있다.[10] 개인은 능동적, 다양함, 사회적, 논리적 방식을 통해 자신의 생각의 적절성과 건전성을 검증함으로써 새로운 아이디어를 창출하고 생각을 조정하며 그에 따라 행동할 수 있다.
4. 대리 능력: 이 능력을 통해 사람들은 다른 사람의 경험으로부터 배울 수 있다. 이 능력을 통해 사람들은 그러한 행동의 결과를 직접 경험하지 않고도 새로운 지식, 태도 및 행동을 습득할 수 있으며[10] 우리가 살아가면서 접하는 대부분의 정보가 시행착오의 과정이 아닌 대중매체에서 파생되는 오늘날, 대리능력은 인간의 인지발달에 큰 가치를 가진다.

## 이론적 구성요소

### 행동 요인
이 이론의 맥락에서 행동 요인은 개인의 사회적 행동에 대한 이해와 적응을 형성하는 데 있어 실제 사례와 상호 작용의 중요성을 강조한다. 특히 다른 사람의 행동, 그 결과, 그리고 그들이 받는 피드백을 관찰하는 것은 그 사람의 인지 과정, 자기 조절, 그리고 궁극적으로 그들의 행동에 영향을 미치는 것을 강조하며 또한, 사회인지이론은 개인의 행동과 주변 사회적 맥락 사이의 역동적인 상호작용을 강조하며 개인과 사회의 변화를 촉진하는 행동 사실의 힘을 강조한다.

#### 모델링 및 관찰 학습
사회인지 이론은 모델 관찰과 직접적으로 관련된 지식 획득 또는 학습 과정을 중심으로 전개된다. 여기서의 모델은 대인 모방 또는 미디어 소스의 모델이다. 효과적인 모델링은 다양한 상황을 처리하기 위한 일반적인 규칙과 전략을 가르친다. 관찰 학습은 개인이 다른 사람이 보여주는 행동을 관찰하고 목격함으로써 학습할 수 있다는 점을 강조하며 이 과정은 일반적으로 "모델링"으로 알려져 있다. 또한 개인이 성공적인 행동 시연을 목격하면 해당 행동을 스스로 성공적으로 재현하고 실행할 가능성이 더 높다
SCT에 따르면 생각, 행동, 주변 환경은 하나가 다른 하나를 유발하는 것이 아니라 상호의존적이다. 이는 인간이 스스로 발전하고 변화할 수 있는 능력을 가지고 있음을 시사한다. 동시에 SCT는 인간에게는 잠재력이 있으며 이 잠재력은 우리 뇌의 독특한 능력에 달려 있다고 말하는데 이러한 능력에는 상징 만들기, 상징과 의사소통하기, 미리 계획하기, 자기 평가, 자신의 생각과 감정에 대한 인식 등이 포함된다.
사람들이 다른 사람을 관찰함으로써 배운다는 사실을 설명하기 위해 Albert Bandura와 그의 동료들은 보보 인형을 사용하여 일련의 실험을 구성했다. 첫 번째 실험에서 어린이들은 어린이와 동성 또는 이성의 공격적 모델이나 비공격적 모델에 노출되었다. 통제그룹도 있었다. 공격적인 모델은 보보 인형을 공격적인 방식으로 가지고 놀았고, 비공격적인 모델은 다른 장난감을 가지고 놀았다. 그들은 공격적인 모델에 노출된 아이들이 나중에 보보 인형에 대해 더 공격적인 행동을 했으며, 남자 아이들이 여자 아이들보다 그렇게 할 가능성이 더 높다는 것을 발견했다.
해당 연구에 이어 Albert Bandura는 Bobo Doll Behavior: A Study of Aggression이라는 실험을 구성하여 미디어를 통해 제시된 모델에 대해서도 동일한 사실이 적용되는지 테스트했다. 이 실험에서 Bandura는 폭력적이고 공격적인 행동이 담긴 비디오에 어린이 그룹을 노출시킨 후 비디오가 끝난 뒤에 그는 보보 인형이 있는 방에 아이들을 배치하여 아이들이 인형을 가지고 어떻게 행동하는지 확인했다. 이 실험을 통해 Bandura는 폭력적인 영상을 본 아이들은 인형을 더 공격적이고 폭력적인 행동에 노출시키는 반면, 영상을 보지 않은 아이들은 그렇지 않다는 것을 발견했다. 이 실험은 사람들이 미디어에서 본 행동을 어떻게 재현하는지 보여주기 때문에 사회 인지 이론을 보여준다. 특히 이 경우, 이 실험에 참여한 어린이들은 영상에서 직접 배운 폭력 모델을 재현했다.
관찰 학습은 주의력 과정, 인지적 표현 과정, 행동 생산 과정, 동기 부여 과정이라는 네 가지 하위 기능에 의해 관리된다.
관찰에는 다음과 같은 과정들이 포함된다.
- 주의 과정 관찰자는 접근성, 관련성, 복잡성, 행동의 기능적 가치 또는 인지 능력, 가치 선호, 선입견과 같은 일부 관찰자의 개인적 특성에 따라 특정 사회적 행동에 선택적으로 주의를 기울인다.[10]
- 인지적 표상 과정 행동과 후속 결과를 관찰한 다음, 그 관찰을 향후 행동 재연을 위해 접근할 수 있는 상징으로 변환한다다. 참고: 긍정적인 행동이 나타나면 긍정적인 강화가 뒤따라야 하며, 이 유사점은 부정적인 행동 에서도 유사하다.[10]
- 행동 생산 과정은 겉보기에 적절한 맥락에서 관찰된 행동의 재현을 통해 행동으로 변환되는 원래 행동의 상징적 표현을 말하며 행동을 재현하는 동안 사람은 다른 사람으로부터 피드백을 받고 향후 참조를 위해 표현을 조정할 수 있다.
- 동기 부여 과정은 관찰자가 행동을 재연할 때 받는 반응과 결과에 따라 행동을 재연한다.[2][3]

모델링은 단순히 행동을 모방하는 것이 아니라 관찰을 통해 새로운 규칙을 학습하는 것이기도 하다. 이러한 높은 수준의 학습은 관찰자가 특정 행동을 지배하는 규칙을 추출하고 이를 사용하여 행동의 새로운 인스턴스를 생성하는 추상 모델링을 통해 달성될 수 있는데 예를 들어, 교사가 차례대로 말하는 학생을 노려보면 다른 학생들도 비슷한 반응을 피하기 위해 이 행동을 억제할 수 있다. 교사는 물질적 목표와 유덕한 삶의 기본 커리큘럼을 모두 모델링한다. 교사는 또한 학생들의 성취를 인정함으로써 학생들의 높은 자기효능감을 구축하는 데 전념해야 한다.

#### 결과 기대치 및 강화
특정 행동을 배우려면 사람들은 해당 행동을 반복할 경우 잠재적인 결과가 무엇인지 이해해야 한다. 관찰자는 모델에 의해 발생하는 실제 보상이나 처벌을 기대하지 않지만 행동을 모방할 때 유사한 결과( 결과 기대 라고 함)를 예상하는데 이것이 바로 모델링이 인지 및 행동에 영향을 미치는 이유이다. 강화는 개인의 행동에 대한 내부 및 외부 반응을 모두 포함하며, 행동을 유지하거나 중단할 확률에 영향을 미친다. 이러한 강화는 개인 내부 또는 외부 환경에서 비롯될 수 있으며 긍정적이거나 부정적인 결과의 형태를 취할 수 있다. 사회인지 이론 프레임워크 내에서 이 구성은 특히 행동과 환경 사이의 상호 작용을 이해하는 데 필수적이다.
이러한 기대는 관찰자가 성장하는 환경에 크게 영향을 받는다. 예를 들어, 미국에서 DUI에 대해 예상되는 결과는 징역형과 함께 벌금형인 반면, 다른 국가에서는 동일한 혐의로 사형을 선고받을 수 있다.
예를 들어, 학생의 경우 교사가 제공하는 지침은 학생들이 특정 행동이 어떤 결과를 가져오는지 파악하는 데 도움이 된다. 행동이 성공적으로 학습되면 그 결과가 학생들에게 의미 있고 가치 있다는 것을 학생에게 가르치는 것이 교사의 의무이다.

#### 자기효능감
사회인지 이론은 관찰자와 모델 사이에 긴밀한 동일시가 있고 관찰자의 자기효능감도 클 때 학습이 발생할 가능성이 가장 높다고 가정한다. 자기 효능감은 자신의 행동을 통해 목표를 달성하고 원하는 결과를 얻을 수 있는 능력에 대한 개인의 믿음을 설명하는 데 사용되는 용어이다. 자기효능감 신념은 동기, 인지, 정서적 개입 과정을 통해 행동에 작용하는 인간 동기, 정서, 행동의 중요한 일련의 근위 결정요인으로 기능하다.
Bandura에 따르면 자기효능감은 "미래 상황을 관리하는 데 필요한 행동 과정을 조직하고 실행할 수 있는 자신의 능력에 대한 믿음"이다. Bandura와 다른 연구자들은 개인의 자기효능감이 목표, 과제 및 과제에 접근하는 방식에 중요한 역할을 한다는 사실을 발견했다. 자기효능감이 높은 개인은 자신이 어려운 문제를 극복할 수 있고 좌절과 실망으로부터 빨리 회복할 수 있다고 믿을 가능성이 더 높다. 자기효능감이 낮은 개인은 자신감이 떨어지고 자신이 잘 수행할 수 있다고 믿지 않는 경향이 있어 도전적인 업무를 피하게 된다. 그러므로 자기효능감은 행동수행에 있어서 중심적인 역할을 한다. 자기 효능감이 높은 관찰자는 관찰 학습 행동을 채택할 가능성이 더 높다.
강한 자기효능감을 개발하는 방법에는 도전 과제 극복, 사회적 모델링, 신체적, 감정적 진술 개선, 언어적 설득 등 여러 가지 방법이 있다. 탄력적인 자기효능감을 구축하려면 장애물을 극복하고 실수로부터 배우는 것이 필요하다. 자기효능감 신념은 인지적, 동기적, 정서적, 의사결정 과정에 영향을 미칠 수 있으며 개인 및 집단의 성공에 중요한 역할을 한다.
자기효능감은 다음을 통해 개발되거나 증가될 수 있다.
- 숙달 경험은 개인이 더 복잡한 목표로 이어지는 간단한 작업을 달성하도록 돕는 프로세스이다.[11]
- 소셜 모델링은 행동을 달성하는 프로세스를 보여주는 식별 가능한 모델을 제공한다.[11]
- 신체적, 정서적 상태를 개선한다는 것은 새로운 행동을 시도하기 전에 사람이 휴식을 취하고 긴장을 풀도록 하는 것을 의미한다. 덜 편안할수록, 인내심이 덜할수록 목표 행동을 달성하지 못할 가능성이 더 높아진다.[11]
- 언어적 설득은 개인이 작업을 완료하거나 특정 행동을 달성하도록 격려하는 것이다.[32]

예를 들어, 학생들은 자신이 특정 과제를 마스터했다고 인식할 때 더 노력하고, 활동적이며, 주의를 기울이고, 동기가 부여되고, 더 나은 학습자가 된다. 여기서 학생의 능력 수준을 이해하기 위한 피드백을 제공함으로써 학생이 자신의 효율성을 인식할 수 있도록 하는 것이 교사의 의무이며 교사는 지속적으로 학생들이 과제를 완료하는 데 필요한 지식과 전략을 갖추고 있는지 확인해야 한다.
자기 효능감은 체중 감소, 금연, 심장마비 회복 등 다양한 건강 관련 상황에서의 행동을 예측하는 데에도 사용되었다. 운동 과학과 관련하여 자기 효능감은 운동 참여의 증가를 나타내는 가장 일관된 결과를 가져왔다.

#### 정체성
동일 시를 통해 관찰자는 모델과 일대일 유사성을 느낄 수 있으며, 이로 인해 관찰자가 모델링된 행동을 따라갈 가능성이 높아진다. 즉, 사람들은 자신을 동일시할 수 있는 사람이 모델로 삼은 행동을 따를 가능성이 더 높다. 특히 관찰자와 모델 사이에 인식된 공통점이나 감정적 애착이 많을수록 관찰자가 모델링된 행동을 학습하고 재현할 가능성이 높아진다.

## 응용

### 매스 커뮤니케이션
사회인지 이론을 사용하면 미디어가 사람들의 생각과 행동에 어떻게 영향을 미칠 수 있는지 이해하는 데 도움이 될 수 있다. 미디어의 도달 범위는 너무 넓어서 인간의 인지에 도달할 수 있는 사실상 무한한 기회를 제공한다.

#### 미디어 콘텐츠 연구
사회인지 이론은 인종, 성별, 연령 등에 관한 미디어 표현과 관련된 연구의 이론적 틀로 적용되는 경우가 많다. 사회 인지 이론은 대중 매체에 제시된 심하게 반복되는 이미지가 잠재적으로 시청자에 의해 처리되고 인코딩될 수 있다고 제안했으며(Bandura, 2011). 미디어 콘텐츠 분석 연구는 시청자에게 노출되는 미디어 메시지의 기반을 조사하여 이러한 미디어 표현에 부여된 사회적 가치를 밝힐 수 있는 기회를 제공할 수 있다고 밝혔다. 미디어 콘텐츠 연구가 인지 과정을 직접 테스트할 수는 없지만 연구 결과는 특정 콘텐츠 모델링을 통해 잠재적인 미디어 효과를 예측할 수 있는 방법을 제공할 수 있으며, 이는 후속 실증적 작업 설계를 위한 증거와 지침을 제공한다.

#### 미디어 효과 연구
사회 인지 이론은 대중 매체에 의해 촉발된 태도나 행동 변화를 조사하는 연구에 널리 사용된다. Bandura가 제안한 것처럼 사람들은 미디어 모델링을 통해 행동을 수행하는 방법을 배울 수 있다. 특히, SCT는 스포츠, 건강, 교육 등과 관련된 미디어 연구에 널리 적용되었는데 예를 들어, 2009년 Hardin과 Greer는 사회 인지 이론의 이론적 틀 내에서 스포츠의 성별 유형을 조사하여 스포츠 미디어 소비 와 성 역할 사회화가 미국 대학생의 스포츠에 대한 성별 인식과 유의미한 관련이 있음을 제시한 것에 있다.
건강커뮤니케이션에서는 사회인지이론이 금연, HIV 예방, 안전한 성행위 등과 관련된 연구에 적용되어 왔다. 예를 들어, 2005년 Martino, Collins, Kanouse, Elliott 및 Berry는 사회 인지 이론의 렌즈를 통해 텔레비전의 성적인 콘텐츠에 대한 노출과 청소년의 성적 행동 사이의 관계를 조사하여 백인과 아프리카인 사이에서 두 변수 사이의 중요한 관계를 확인했다. 그러나 히스패닉계 윤리 그룹의 두 변수 사이에는 유의미한 상관관계가 발견되지 않았으며, 이는 동료 규범이 조사된 두 변수의 중재자 역할을 할 수 있음을 나타낸다.

##### 성별 규범
성별 규범은 사회적 인지적 관점에서 매스미디어 전반에 걸쳐 검토되어 왔다. 연구자들은 삼원 인과 모델을 활용하여 사회적 기대와 이러한 이분법적 기대가 성 역할에 어떻게 영향을 미치는지 살펴보았는데, 이들 연구에서 그들은 사회에 젠더 규범을 구현하는 방법으로 매스미디어를 인용한다.
1997년 Harrison과 Cantor는 날씬한 이미지와 이상적인 체형에 대한 이미지가 피지 제도의 여성에게 어떤 영향을 미치는지 살펴보기 위해 SCT를 활용했다. 그 활용은 다음과 같다. 실제 역사적으로 피지 여성들은 몸집이 큰 것을 동경했지만 1995년에 Beverly Hills, 90210, Melrose Place 와 같은 TV 쇼가 이 섬에 소개되었다. 그 후 Harrison과 Cantor가 수집한 표본에서 그들은 이 프로그램을 시청한 여성의 50%가 자신을 "너무 크거나 뚱뚱하다"고 생각한다는 것을 발견했다.

##### 소셜 미디어
자신의 소셜 미디어를 개인화하는 능력은 연구자들 사이에서 인기 있는 주제였다. 여러 연구에 걸쳐 연구자들은 인식된 이점이나 결과 기대가 있었으며 소셜 미디어 전반에 걸쳐 연구에서는 건강 커뮤니케이션 메시지, 소셜 미디어 사용자의 동기, 소셜 미디어의 과도한 사용, 소셜 미디어 중단 등 다양한 주제를 조사했다.

###### 미디어 폭력
많은 사회 인지 연구에서는 미디어 폭력이 인간 행동에 미치는 영향을 탐구했다. SCT의 초기 단계에서 Bandura는 TV의 많은 가상 인물이 문제를 해결하고 갈등을 해결하기 위해 폭력을 사용했기 때문에 폭력에 집중했으며 SCT는 미디어에서 폭력을 본 후의 결과 네 가지 효과를 특징으로 한다. 즉 공격적 행동 교육, 공격성에 대한 억제력 약화, 인간 잔인함에 대한 둔감화 및 습관화 등으로 폭력은 시청자의 현실을 바꾸는 힘이 있다는 것을 파악했다.
Bandura의 연구에서는 행동이 보상이나 처벌과 같은 행동의 결과에 의해 영향을 받는다는 사실도 제시되었다. 보보인형 실험은 SCT의 발전에 지대한 영향을 미쳤기 때문에 사회인지 이론의 발전에 중요한 역할을 했으며 미디어 효과 측면에서 Bandura는 텔레비전 폭력이 종종 화려한 방식으로 묘사되어 모방될 가능성이 더 높다는 것을 발견했다. 따라서 사람들, 특히 어린이들이 미디어에서 보는 것을 모방한다는 SCT 관점으로 미디어 폭력에 접근할 때. Roswell Huesmann이 수행한 것과 같은 종단적 연구에서는 장기간에 걸쳐 미디어 폭력의 반복 노출을 조사하기 위해 SCT를 활용했다. 이 연구는 어릴 때 텔레비전 폭력에 반복적으로 노출되면 나중에 더 높은 수준의 공격성과 반사회적 행동이 나타날 수 있다는 결론을 내렸다.

### 공중 위생

#### 신체 활동
Albert Bandura는 인지된 자기 효능감을 "자신의 삶에 영향을 미치는 사건에 영향을 미치는 지정된 수준의 성과를 창출할 수 있는 능력에 대한 사람들의 믿음"으로 정의한다. 자기 효능감은 SCT의 기반이 되는 6가지 구성 요소 중 하나일 뿐이며 나머지 5개에는 상호 결정론, 행동 능력, 관찰 학습, 강화 및 기대가 포함된다. 신체 활동 부족은 다른 위험 요인이 없는 개인에게도 심장 질환, 제2형 당뇨병 및 암에 영향을 미치는 것으로 나타났다. 사회인지 이론은 연령과 성별에 걸쳐 신체 활동을 증가시키는 동기 부여 요인을 식별하는 데 도움이 될 수 있으며 2004년 Yael Netz와 Shulamith Raviv의 연구에서는 신체 활동과 비교할 때 높은 수준의 자기 효능 사이에 긍정적인 상관 관계가 있음을 발견했다. 이러한 결과는 신체 활동 속도를 높이는 가장 좋은 동기 부여 방법은 먼저 인지된 자기 효능감을 높이는 방법임을 시사하며 공중 보건 캠페인에 적용할 때, 해결해야 할 첫 번째 증상은 낮은 수준의 신체 활동보다는 인지된 자기 효능감의 낮은 수준이다. 전자를 해결하면 후자를 바로잡을 수 있기 때문이다.
2015년에 실시된 다른 연구에서도 비슷한 결과가 나타났다. 이 연구의 목표는 SCT가 "...개입 영향을 최대화하기 위해 목표로 삼아야 할 변수를 식별하여 신체 활동(PA) 개입을 개선"하는 데 사용될 수 있는지 확인하는 것이었다. 3개월 간의 체중 감량 프로그램 과정에서 204명의 과체중 남성을 추적함으로써 연구원들은 종단적, 잠재 변수 구조 방정식 모델을 적용하여 자기 효능감, 결과 기대, 의도 및 사회적 지지를 포함한 SCT 관련 구성을 테스트하여 -신체 활동 수준의 변화를 보고했다. 그 결과 연구자들은 신체 활동의 가장 중요한 지표로 자기 효능감을 발견했으며, 신체 활동 증가에 대한 의도의 영향은 0이 아니라는 점에 주목했다. 따라서 참가자의 신체 활동 수준을 높이는 데 초점을 맞춘 체중 감량 프로그램은 바람직한 결과를 달성하기 위해 참가자의 자기 효능감을 높이는 것을 목표로 해야 한다고 밝혔다.
평균적으로 신체 활동 수준은 일생 동안, 특히 청소년기에 감소한다. SCT는 청소년의 신체 활동 감소에 가장 널리 퍼진 요인을 설명하고 이 현상을 가장 잘 변화시킬 수 있는 적절한 개입 방법을 개발하는 데 사용될 수 있다. 특히 한 연구에서는 SCT 프레임워크를 통해 이 주제를 다루고 있는데, 연구자들은 운동 행동 변화에 대한 개인적, 행동적, 환경적 요인의 영향을 측정하기 위해 미국 내 학부생 937명의 무작위 표본에게 설문지를 우편으로 보냈다. 남성과 여성 모두에게 운동 행동과 신체 활동에 대한 긍정적인 변화를 나타내는 가장 중요한 예측 변수는 자기 효능감 증가였다.
SCT는 운동을 통해 더욱 건강한 대중을 육성하려는 시도의 공중 보건 캠페인에 적용될 수 있다. 이와 관련하여 여러 연구에서는 높은 수준 또는 낮은 수준의 신체 활동을 예측하는 데 가장 중요한 변수로 자기 효능감을 발견했다.
자녀 양육 연구에서는 자녀의 텔레비전 시청 습관과 부모의 영향 사이의 연관성도 조사했다. 2012년 Zimmerman et al. 어린이의 비만 문제를 해결하기 위해 시범 시험을 실시했으며 임상 시험에서 그들은 자기 효능감, 결과 기대 및 의지 통제에 대한 SCT의 이론적 기초를 구현했다. 이는 부모의 행동 변화를 만들기 위해 사용되었고 결과 기대에 대한 SCT의 의미는 텔레비전 시청 습관을 변화시키는 데 매우 귀중한 것으로 입증되었다.

#### 보조기구
Miller의 2005년 연구에 따르면 모델에 적합한 성별, 연령 및 민족을 선택하는 것이 도심 청소년을 위한 AIDS 캠페인의 성공을 보장한다는 사실이 밝혀졌다. 이는 참가자들이 인식 가능한 동료와 동일시하고 더 큰 자기 효능감을 갖고 행동을 모방하여 적절한 예방 및 조치를 배울 수 있기 때문에 발생했다.

#### 모유수유
2009년 Azza Ahmed의 연구에서는 SCT가 안내하는 모유수유 교육 프로그램에 노출되었을 때 미숙아 엄마의 모유수유가 증가하는지 알아보았다. 60명의 어머니가 프로그램에 참여하도록 무작위로 배정되거나 정기적인 진료를 받았으며 이 프로그램은 세 가지 SCT 결정 요인을 모두 다루는 SCT 전략으로 구성되었다. 개인 – 자기 효능감을 향상시키기 위해 올바르게 모유수유를 수행하는 모델 보여주기, 행동 – 참가자의 기술을 강화하기 위한 3개월 간의 주간 체크인, 환경 – 어머니들에게 관찰 체크리스트가 주어졌다. 그들이 행동을 성공적으로 완료했는지 확인한 결과 저자는 프로그램에 노출된 엄마들이 교육 프로그램에 노출되지 않은 엄마들에 비해 모유수유 기술이 크게 향상되었고, 모유수유만 할 가능성이 더 높았으며, 문제가 더 적다는 것을 발견했다.
가족 계획
텔레비전은 사회 변화를 제공하는 방법론으로 간주되어 왔다. 예를 들어, 글로벌 텔레비전에서는 가족계획에 대한 관심을 불러일으키기 위해 어머니인 여성의 위상을 높이는 것이 있다. 이러한 모델링 행위는 인구를 늘리고 출산율 감소를 방지하는 데 도움이 된다.

## 도덕
사회인지 이론은 개인의 도덕적 능력과 도덕적 수행 능력 사이의 큰 차이를 강조한다. 도덕적 능력은 도덕적 행동을 수행할 수 있는 능력을 갖는 것을 의미하는 반면, 도덕적 수행은 특정 상황에서 도덕적 행동에 대한 자신의 생각을 실제로 따르는 것을 나타낸다. 도덕적 역량에는 다음이 포함된다.
- 개인이 할 수 있는 것
- 개인이 아는 것
- 개인의 능력은 무엇인가
- 도덕적 규칙과 규정에 대한 개인의 인식
- 행동을 구성하는 개인의 인지적 능력

개인의 발달에 관한 한, 도덕적 능력은 인지-감각 과정의 성장이다. 간단히 말해서 무엇이 옳고 그른지 아는 것인데, 이에 비해 도덕적 성과는 특정 방식으로 행동할 수 있는 보상과 인센티브의 영향을 받는다. 예를 들어, 개인의 도덕적 능력은 도둑질이 나쁜 것이며 사회에서 눈살을 찌푸리는 것이라고 말할 수 있다. 그러나 도둑질에 대한 보상이 상당한 금액이라면 그들의 도덕적 행위는 다른 사고 방식을 나타낼 수 있다. 여기에 사회인지이론의 핵심이 있다.
대부분의 경우 사회인지 이론은 다양한 문화에서 동일하게 유지된다. 도덕적 행동의 개념은 문화마다 크게 다르지 않기 때문에(살인, 절도, 부당한 폭력과 같은 범죄는 거의 모든 사회에서 불법이기 때문에), 무엇이 도덕적으로 옳고 그른지에 대해 사람들이 서로 다른 견해를 가질 여지가 많지 않다. 그 이유는 사회인지이론이 모든 국가에 적용되는 주된 이유는 무엇이 도덕적이고 비도덕적인지를 말하지 않기 때문이다. 또한 그것은 단순히 우리가 이 두 가지 개념을 인정할 수 있다고 말한다. 실제로도 시나리오에서 우리의 행동은 그 행동이 도덕적이라고 믿는지, 우리의 도덕을 위반한 것에 대한 보상이 충분히 중요한지 여부에 따라 결정된다.

## 제한사항

### 모델링 및 대중 매체
시리즈 TV 프로그램에서 사회 인지 이론에 따르면, 좋아하는 캐릭터의 보상된 행동은 시청자가 따라야 하는 반면, 처벌된 행동은 미디어 소비자가 피해야 힌다. 그러나 대부분의 경우 TV 쇼의 주인공은 위험한 행동으로 인해 장기적인 고통과 부정적인 결과를 경험할 가능성이 적으며, 이는 잠재적으로 미디어가 전달하는 처벌을 약화시켜 위험한 행동의 모델링으로 이어질 수 있다. 특히, 나비(Nabi)와 클라크(Clark)는 이전에 원나잇 스탠드 섹스를 경험해 본 적이 없는 사람들이 이러한 행동에 대한 언론의 묘사에 노출된 후에 그렇게 할 것이라는 기대가 증가했다는 것을 발견했다.

## 같이 보기
- 사회인지

## 추가 읽기
- 반두라, 앨버트 (1976). 사회학습이론 . 잉글우드 클리프스, 뉴저지: 프렌티스 홀.ISBN 978-0138167448ISBN 978-0138167448
- 반두라, 앨버트 (1985). 사고와 행동의 사회적 기초 . 잉글우드 클리프스, 뉴저지: Prentice-Hall.ISBN 978-0138156145ISBN 978-0138156145
- 버그, 김인수; 밀러, 스콧 D. (1992). 문제 음주자와의 협력: 해결 중심 접근 방식 (pp. 733-735). 뉴욕: 노턴.ISBN 978-0393701340ISBN 978-0393701340
- 파자레스, 프랭크; 프레스틴, 애비; 첸, 제이슨; 나비, L. 로빈. "사회인지 이론과 미디어 효과". 나비에서는 로빈 L.; Oliver, Mary Beth, 미디어 프로세스 및 효과에 대한 SAGE 핸드북 . 로스앤젤레스: 현자, 2009. 283-297.ISBN 978-1412959964ISBN 978-1412959964
- 반두라, 앨버트 (2001). 사회인지이론: 주체적 관점 . 심리학의 연례 검토 .